# Cérémonial de Clément VIII
Le cérémonial de Clément VIII (titre officiel : Cæremoniale episcoporum jussu Clementis VIII) est le premier cérémonial. Il fut publié sous le pontificat de Clément VIII en 1600, à la suite du concile de Trente.
Son titre complet est le Cæremoniale episcoporum jussu Clementis VIII, Pont. Max. novissime reformatum, omnibus Ecclesiis, præcipea autem Metropolitanis, cathedralibus & collegiatis perutile ac necessarium.

## Fondement
Au Moyen Âge déjà, il existait des guides de la liturgie de l'Église. Il s'agissait des Ordines romani.
Le concile de Trente chargea à l'Église un vaste plan d'action, composé de deux directions différentes : la Contre-Réforme pour l'extirpation de l'hérésie ainsi que la Réforme catholique afin de remédier aux maux qui accablaient la chrétienté. Dans ces optiques, plusieurs publications furent effectuées dès les années 1560. Pour celle du cérémonial, il fallut attendre l'année sainte 1600, sous le pontificat de Clément VIII.

## Caractéristiques
Destiné à l'ensemble des pays chrétiens, le cérémonial des évêques de Clément VIII est un immense guide liturgique à l'usage des maîtres de cérémonies et des officiers, qui contribuait, d'une manière ou d'une autre, aux actions liturgiques au cours desquelles intervenait le chant.
Sa rédaction n'était pas facile, car, il fallait que celui-ci établisse une réunification de la liturgie, en dépit de l'époque de la diversité locale. Nonobstant, il s'agissait de la liturgie universelle pour l'essentiel, et non la centralisation. Ce document pontifical laissait en effet aux églises nationales ou locales la liberté permettant de compléter les règles en y ajoutant leurs propres coutumes. Afin de satisfaire et d'optimiser ces objectifs, parfois opposants, il fallut finalement plus de 30 ans de préparation.

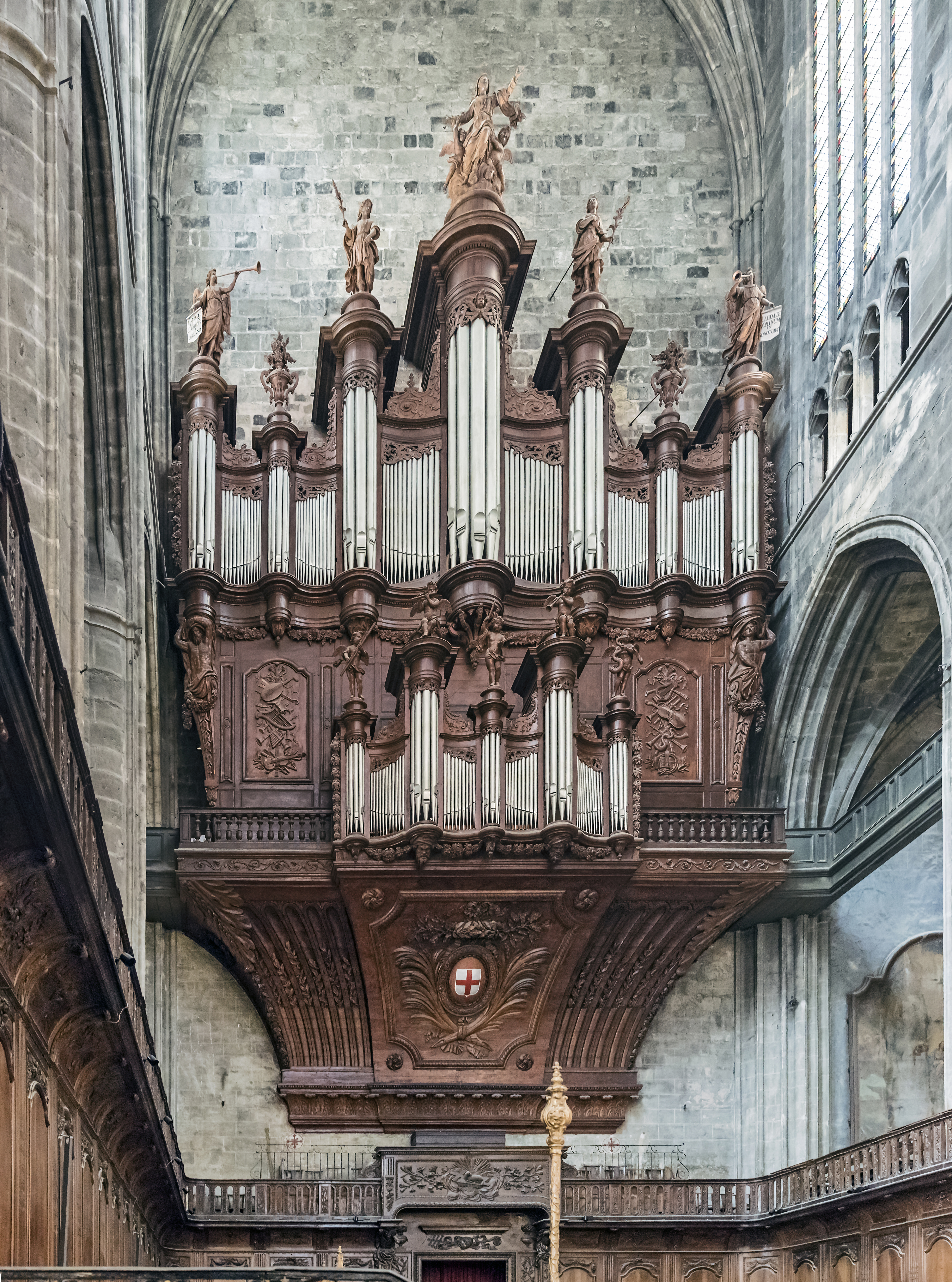
Orgue à la cathédrale de Narbonne.

L'une des caractéristiques importantes de celui-ci était la précision pour la musique liturgique y compris le chant. Surtout, malgré la variété des formes musicales admises, par exemple faux-bourdon, polyphonie, il dénonçait que le chant liturgique de l'Église par excellence est le chant grégorien. Cette discipline de suprématie fur professée par le concile Vatican II.
Pour la gravité des offices, il fallait le jeu de l'orgue et le chant des musiciens, tous les dimanches et toutes les fêtes chômées, à l'exception de l'Avent et du Carême. Ceux qui concernent étaient les matines, la messe et les première et deuxième vêpres. D'autres Heures étaient essentiellement récitées. Toutefois, il était admis que celles-ci s'accompagnaient de l'orgue, notamment à tierce suivi immédiatement de la messe, si la coutume des lieux l'autorisait.
L'ouvrage se compose dans la première partie, essentiellement, de la description des actes liturgiques qui se déroulaient successivement au cours des neuf Heures canoniales, et surtout concentrait sur les célébrations en public à l'époque, c'est-à-dire messe, vêpres et complies. La deuxième partie se consacre aux officiers. À savoir, il s'agit d'un guide des maîtres de la célébration contenant une grande liste des responsables dont sacristains, sonneurs de cloches, thuriféraires, maîtres de chœur.

## Messe selon le cérémonial de Clément VIII
Avant que la messe ne se commence, l'évêque doit entourer ses acolytes, revêtir de ses ornements, de sa mitre, de sa croix pectorale, l'anneau pastoral et le reste. Le cérémonial précise encore, avec plusieurs pages de description ainsi que des gravures, ces actes préparatoires de l'évêque, du diacre, du sous-diacre et des acolytes. Les prêtres et chanoines assistants se rangent en cercle dans le chœur. Tous les acteurs de cette scène s'inclinent devant le prélat, font des génuflexions devant la croix, allument et déplacent les candélabres.

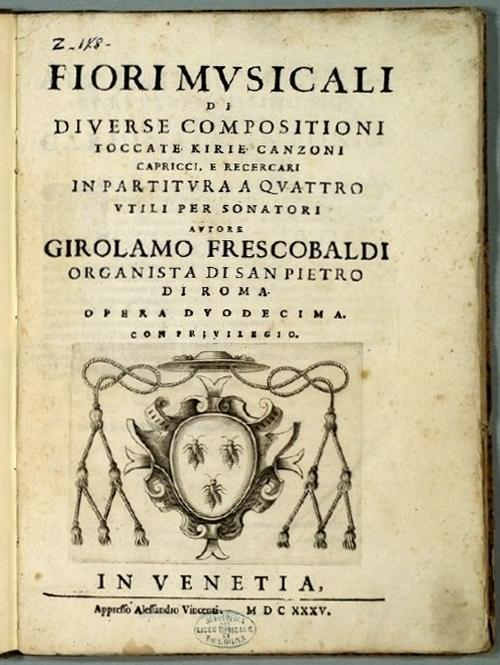
Les Fiori musicali sont les œuvres liturgiques de Frescobaldi pour l'orgue, publiées en 1635 et merveilleusement adaptées au cérémonial de Clément VIII.

Lorsque l'évêque et le clergé se mettent en marche vers l'autel majeur, l'organiste doit jouer, à condition qu'un chanteur fasse entendre distinctement, ou chante les paroles du verset commenté par l'orgue seul. Aussitôt la procession se termine, il faut que l'orgue se taise.
Pour commencer la célébration, le chœur chante l'introït du jour en faux-bourdon. Ensuite, l'évêque et ses ministres entonnent le kyrie, continué par le chœur en alternance. L'ouvrage précise que le neuvième et dernière verset Kyrie eleison peut être exécuté soit par les chanteurs, soit par l'orgue. Toutefois, dans un autre passage avec une gravure réservé à l'organiste, il confirme que l'orgue doit dialoguer avec le chœur (In Missa solenni pulsatur alternatim, cum dicitur : Kyrie eleison & Gloria in excelsis). C'est vraisemblablement la raison pour laquelle de nombreux organistes tels Girolamo Frescobaldi, François Couperin composèrent les versets impaires, à savoir les premier et troisième Kyrie, le deuxième Christe ainsi que les premier et troisième des derniers versets de Kyrie. Selon cette manière brillante, à la suite de l'intonation solennelle du Gloria par l'évêque, c'est l'orgue qui suive immédiatement pour le verset et in terra pax. Dans ce cas, le chœur poursuit avec le verset Laudamus te et l'Amen final échoit à l'orgue concluant l'hymne dans la gravité. Même sous la forme la plus simple, ceux qui concernent sont un orgue et une petite maîtrise en tant qu'éléments essentiels, et aucun autre instrument n'est mentionné.
Une fois que l'hymne Gloria se termine, l'orgue cesse de jouer. L'évêque se lève afin d'écouter l'épitre lue à l'ambon par le diacre.
À la suite de la lecture de l'épître, l'organiste doit toucher à nouveau son instrument. Girolamo Frescobaldi respectait parfaitement cette règle avec ses Canzona dopo l'Epistola alors que les organistes français tel Guillaume-Gabriel Nivers ne suivirent plus cette tradition.
Ensuite, le chœur chante le graduel et le trait ou l'alléluia en grégorien, lorsque le diacre prend en mains le livre de l'Évangile, en passant devant l'évêque et le saluant, puis se dirige vers le côte gauche du chœur afin de déposer son fardeau sur le pupitre. Les encensements sont suivis des génuflexions. Il faut que l'Évangile soit lu à haut voix, puis emporté.
Au regard du sermon, le cérémonial ne fait aucune mention.
En tant que symbole des Apôtres, le concile de Trente demandait que le credo doive être entièrement chanté, sans aucun accompagnement de l'orgue (cérémonial : Cum dicitur Symbolum in Missa, non est intermiscendum organum, sed illud per chorum cantu intelligibili proferatur). C'est pourquoi il n'existe pas d'œuvre instrumentale et qu'un grand nombre de compositeurs écrivirent au contraire leur credo en polyphonie.
Le credo est suivi de l'offertoire. Si ses prières liturgiques lues à voix basse sont assez brèves, celui-ci dure un long moment. Aussi l'orgue peut-il servir à cette solennité avec sa pièce tel ricercare composé sur un plan d'ouverture italienne ou française. Aucun chant autre que l'antienne d'offertoire n'est prévu. Lors de circonstances d'une exceptionnelle solennité, telles que sacre, mariage princier, cette longue durée est motivée par la cérémonie de l'offrande, au cours de laquelle les dignitaires présents se déplacent, selon l'ordre hiérarchique, et déposent les dons devant l'autel.
Ensuite, il faut que le célébrant commence à chanter solennellement la préface en grégorien.
Il semble que le sanctus soit problématique dans le cérémonial. Certes, ce dernier ordonne, d'une part, que celui-ci soit exécuté en alternance entre le chant et l'orgue, tout comme le kyrie et le gloria (In Missa solenni, pulsatur ......... ad Sanctus, alternatim). Cependant dans le chapitre de la messe, l'ouvrage précise contrairement que le chœur doit poursuivre exclusivement le sanctus jusqu'à Benedictus (Chorus prosequitur cantum usque ad Benedictus exclusive). Puis, les chantres doivent cesser le chant en attendant que le célébrant élève le calice et le ciboire. On pourrait expliquer cette confusion selon la particularité du sanctus : celui-ci était habituellement fragmenté en plusieurs sections avec une distribution vocale différente, bien entendu à l'exception de  la polyphonie.
Donc, il est évident qu'est difficile le dialogue entre le chœur et l'orgue lors de cette exécution. Encore une fois, les Fiori musicali de Frescobaldi donnent une précision : l'organiste de Rome ne composa que ses morceaux joués durant l'élévation, à savoir toccata, et rien de dialogue. La schola recommence alors Hosanna in excelsis en grégorien ou en faux-bourdon, après cette musique grave et douce. Encore la tradition française justifie-t-elle cette fragmentation. En France, c'était le motet O salutaris Hostia que le chœur chantait à la suite de l'élévation, au lieu du deuxième verset Hosanna. Par contre, il n'est pas curieux que Nivers, Couperin et le reste aient écrit leur sanctus en alternance, en raison de l'ambiguïté du cérémonial.
Le Pater noster est obligatoirement récité par le seul célébrant, au nom de l'assemblée des fidèles, selon la tradition ancienne.
Pour l'Agnus Dei, le cérémonial demande de nouveau aux musiciens de l'exécuter en alternance. Les organistes français composèrent donc le premier et le dernier versets tandis que la schola chante le deuxième en grégorien. Mais Frescobaldi ne publia rien concernant ces versets dans les Fiori musicali. Il est probable que celui-ci était totalement chanté en grégorien ou en faux-bourdon à Rome. D'ailleurs, une messe de Giacomo Carissimi respectait effectivement cette manière. Le compositeur profondément lié au Vatican ne donna sa mélodie qu'à un seul verset et les premier et troisième versets étaient chantés en monodie.
Pendant la communion, il faut que les musiciens se taisent, à moins que l'on célèbre les fêtes solennelles, c'est-à-dire Noël, Pâques ainsi que Pentecôte. Il s'agit du chant Confiteor de la schola, sur un mode de récitation noté dans le cérémonial.
L'organiste se charge, si les fidèles ne communient pas, de jouer l'œuvre de la post-communion, durant la prière silencieuse de l'action de grâce.
Après l'oraison de la post-communion, le diacre fait lecture du dernier Évangile, le commencement de l'Évangile selon saint Jean. Puis, en tournant vers les fidèles, le célébrant chante solennellement Ite missa est en grégorien, auquel la schola répond par un Deo gratias sur la même mélodie, soit en grégorien, soit en faux-bourdon.
La messe étant achevée, l'évêque, le clergé et tout le chœur quittent l'autel et se rendent processionnellement à la sacristie. Pour cette procession, l'orgue est autorisé ses sonorités les plus puissantes.

## Postérité auXVIIesiècle
Si les disciplines du concile de Trente n'étaient pas nécessairement favorables en France, l'usage du cérémonial de Clément VIII s'y commença en 1615 puis fut établi. Pendant toute la première moitié du XVIIe siècle, aucun autre cérémonial n'y fut publié. En 1633, la reproduction française fut sortie, aux frais de la Société typographique de l'Office ecclésiastique, constitué sur ordre du roi.
Il restait une difficulté importante. Avec de nombreuses gravures pour la précision, ce document destiné aux cathédrales était si dispendieux que la plupart des paroisses et des églises provinciales n'étaient pas accessibles à ce cérémonial. De plus, il s'agissait du guide destiné aux célébrations bénéficiant de nombreux officiers. Ce sont les raisons pour lesquelles Dom Bartolomeo Gavanti, préfet de la province de Rome de l'ordre de Saint-Benoît, fit publier, à Venise en 1630, la première édition du Thesaurus sacrorum rituum, seu Commentaria in rubricas Missalis et Breviarii romani, plus adapté aux établissements de petite taille. Ce livre fut effectivement accueilli même en France. Puis en 1639, le chanoine de l'église de Meaux, Le Marinel, sortit chez A. Vitray, l'un des éditeurs officiels des livres ecclésiastiques, un autre livre intitulé l'Abrégé du Cérémonial des Evesques, contenant tous les Offices de tous ceux qui les doivent assister & servir lorsqu'ils officient pontificalement. Il ne s'agissait néanmoins pas d'une solution, car, en raison d'un prix modeste, toutes les mentions de musique et de chant avaient été supprimées du texte. Mais désormais, ce livre de l'ensemble de règles s'appelle cérémonial des évêques.
En France, il existait une tendance, sous le règne de Louis XIV, à publier les cérémoniaux indépendants de celui de Rome. Ainsi, le cérémonial de Bayeux fut sorti en 1677, puis celui de Besançon apparut en 1682. Mais surtout, celui de Toul était le plus important,. Celui-ci paru en 1700 était rédigé entièrement en français et se composait de quatre parties : « plusieurs règles et cérémonies générales », « les cérémonies avec lesquelles on doit célébrer les offices divins », « les cérémonies de la messe solennelle aux festes de premières class » ainsi que « diverses cérémonies particulières. » Il est éminemment riche en détails techniques concernant la musique, les interventions de l'organiste et des deux chœurs, à savoir celui des enfants et celui des clercs.

## Réimpression
- Cæremoniae episcoporum. Editio Princeps (1600), collection Monumenta liturgica Concilii Tridentinum tome IV, rédaction par Achille Maria Triacca et Manlio Sodi (Université pontificale salésienne), Libreria éditrice Vaticana, Vatican 2000  (ISBN 978-88-209-7065-9) 44 + 392 p.